# Reefs-Santa Cruz jezici
Reefs-Santa Cruz jezici (Reef Islands-Santa Cruz jezici), malena skupina od (3) austronezijska jezika koja se nekada klasificirala sada nepriznastoj istočnopapuanskoj porodici, unutar koje je činila pod imenom Reef Islands-Santa Cruz, jednu od 3 glavne skupine. Predstavnici su :ayiwo [nfl], nanggu [ngr], santa cruz ili natügu [stc].
Danas se sva ova tri jezika pod imenom Reefs-Santa Cruz, kao posebna podskupina klasificira austronezijskoj skupini temotu.

## Vanjske poveznice
- Ethnologue (14th)